# Real Madrid Club de Fútbol 1954-1955
Questa voce raccoglie le informazioni riguardanti il Real Madrid Club de Fútbol nelle competizioni ufficiali della stagione 1954-1955.

## Stagione
La squadra madrilena vinse la Primera Divisiòn per la quarta volta (la seconda consecutiva) qualificandosi per la prima edizione della Coppa dei Campioni e per la sesta edizione della Coppa Latina; nella stessa stagione trionfò anche nella Coppa Latina appena citata, grazie al 2-0 in finale contro lo Stade Reims, che valse al club il primo trofeo internazionale della sua storia, mentre fu eliminato in semifinale in Coppa del Generalissimo dal Siviglia.
Il suo portiere Juan Alonso Adelarpe vinse il premio di miglior portiere del Campionato.

## Calciomercato
L'acquisto più costoso della stagione è stato Marquitos acquistato dal Real Santander per l'equivalente di 2000 lire seguito da Héctor Rial acquistato dal Nacional per 300 lire, nella stessa stagione il Real Madrid ha acquistato: Manolin, Ángel Atienza, Ramón Marsal e Mario Duran per cifre sconosciute.
In quella stagione il Real Madrid ha ceduto: Ramón Marsal, Sergio Rodriguez, Gabriel Alonso, Juan Vazquez, Josep Granes, Alvarito e Eduardo Sobrado per cifre sconosciute, nella stessa stagione ha ceduto in prestito: Miguel Cabrera, Manuel Pazos e Wilson Jones.

## Rosa
| N. |                   | Ruolo | Calciatore             |
| -- | ----------------- | ----- | ---------------------- |
|    | Spagna (bandiera) | P     | Juan Alonso Adelarpe   |
|    | Spagna (bandiera) | P     | Juanito                |
|    | Spagna (bandiera) | P     | Cosme                  |
|    | Spagna (bandiera) | D     | Joaquín Navarro Perona |
|    | Spagna (bandiera) | D     | Joaquín Oliva          |
|    | Spagna (bandiera) | D     | José Becceril          |
|    | Spagna (bandiera) | D     | Félix Carrillo         |
|    | Spagna (bandiera) | D     | Aurelio Campa          |
|    | Spagna (bandiera) | D     | Ángel Atienza          |
|    | Spagna (bandiera) | D     | Rafael Lesmes          |
|    | Spagna (bandiera) | D     | Marquitos              |
|    | Spagna (bandiera) | C     | Manolin                |
|    | Spagna (bandiera) | C     | Mario Duran            |
|    | Spagna (bandiera) | C     | Miguel Muñoz           |

| N. |                      | Ruolo | Calciatore           |
| -- | -------------------- | ----- | -------------------- |
|    | Spagna (bandiera)    | C     | José María Zárraga   |
|    | Spagna (bandiera)    | C     | Ramón Marsal         |
|    | Spagna (bandiera)    | A     | Paco Gento           |
|    | Spagna (bandiera)    | A     | Adolfo Atienza       |
|    | Spagna (bandiera)    | A     | Miguel Cabrera       |
|    | Spagna (bandiera)    | A     | Joseíto              |
|    | Irlanda (bandiera)   | A     | Luis Molowny         |
|    | Spagna (bandiera)    | A     | Enrique Mateos       |
|    | Argentina (bandiera) | A     | Roque Olsen          |
|    | Spagna (bandiera)    | A     | José Luis Pérez-Payá |
|    | Marocco (bandiera)   | A     | Heliodoro Castaño    |
|    | Argentina (bandiera) | A     | Héctor Rial          |
|    | Argentina (bandiera) | A     | Alfredo di Stéfano   |

## Risultati

### Primera División

#### Girone di andata
| Arbitro: | Echeverria |

|          |           |                     |
| Rial 80’ | Marcatori | 9’ Wilkes 16’ Seguí |

| Arbitro: | Iturrioz Larrinaga |

|         |           |                                           |
| Paz 85’ | Marcatori | 32’ Rial 62’ (rig.) Di Stéfano 73’ Mateos |

| Arbitro: | Soler Llop |

|                                                            |           |  |
| Di Stéfano 3’, 10’, 88’ Joseíto 6’, 21’ Duran 14’ Rial 18’ | Marcatori |  |

| Arbitro: | Arqué Martin |

|           |           |             |
| Xirau 29’ | Marcatori | 62’ Joseíto |

| Arbitro: | Fombona Fernandez |

|                                               |           |             |
| Di Stéfano 9’ Joseíto 44’ Duran 47’ Gento 68’ | Marcatori | 82’ Estruch |

| Arbitro: | Aurre Larrea |

|           |           |  |
| Ayala 17’ | Marcatori |  |

| Arbitro: | Iturrioz Larrinaga |

|                              |           |  |
| Gento 65’ Muñoz 67’ Rial 89’ | Marcatori |  |

| Arbitro: | Soler Llop |

|                           |           |                                                         |
| Erezuma 65’ Echeandia 87’ | Marcatori | 11’Di Stéfano 58’, 74’ Pérez Payá 67’ (aut.) Berasaluce |

| Arbitro: | Blanco Perez |

|                                   |           |            |
| Rial 14’ Pérez Payá 39’ Muñoz 72’ | Marcatori | 64’ Arieta |

| Arbitro: | Garcia Fernandez |

|            |           |                                 |
| Piquín 57’ | Marcatori | 30’, 65’ Di Stéfano Joseíto 49’ |

| Arbitro: | Tamarit Falaguera |

|                                            |           |  |
| Di Stéfano 44’ (rig.) Rial 66’ Joseíto 67’ | Marcatori |  |

| Arbitro: | Gonzalez Echeverria |

|                   |           |               |
| Carlos Torres 78’ | Marcatori | 77’ Marquitos |

| Arbitro: | Garcia Fernandez |

|                                              |           |           |
| Di Stéfano 10’, 52’ Pérez Payá 47’, 55’, 69’ | Marcatori | Tomás 70’ |

| Arbitro: | Gardeazabal Garay |

|             |           |  |
| Atienza 41’ | Marcatori |  |

| Valladolid 19 dicembre 1954 15ª giornata   | Real Valladolid | 0 – 1    | Real Madrid | Estadio Jose Zorrilla |
| \| \| \| \| \| \| Marcatori \| 48’ Rial \| |                 |          |             |                       |
|                                            |                 |          |             |                       |
|                                            | Marcatori       | 48’ Rial |             |                       |

#### Girone di ritorno
| Arbitro: | Fombona Fernandez |

|             |           |                               |
| Badenes 10’ | Marcatori | 40’ Olsen 84’, 85’ Di Stéfano |

| Arbitro: | Soler Llop |

|          |           |             |
| Rial 78’ | Marcatori | 47’ Ontoria |

| Arbitro: | Rivero Lecuona |

|             |           |              |
| Ignacio 56’ | Marcatori | 83} Molowny’ |

| Arbitro: | Fombona Fernandez |

|                                |           |  |
| Molowny 2’ Di Stéfano 14’, 28’ | Marcatori |  |

| Arbitro: | Soler Llop |

|                               |           |                |
| León Lasa 22’ Pauet 27’, 68’} | Marcatori | 70’ Di Stéfano |

| Arbitro: | Iturrioz Larrinaga |

|                    |           |               |
| Rial 18’, 37’, 50’ | Marcatori | 76’ Juan Arza |

| Arbitro: | Gardeazabal Garay |

|  |           |                                                   |
|  | Marcatori | 6’ Rial 9’ Molowny 23’ Roque Olsen 61’ Di Stéfano |

| Arbitro: | Tamarit Figueroa |

|                                                           |           |            |
| Molowny 24’ Rial 25’ Anchía 77’ (aut.) Molowny 89’ (rig.) | Marcatori | 82’ Wilson |

| Arbitro: | Azon Roma |

|                       |           |  |
| Arieta 29’ Gainza 42’ | Marcatori |  |

| Arbitro: | Gardeazabal Garay |

|                                        |           |            |
| Di Stéfano 12’, 26’, 42’, 59’ Rial 32’ | Marcatori | 57’ Piquín |

| Arbitro: | Blanco Perez |

|                     |           |                |
| Basora 31’ Moll 70’ | Marcatori | 19’, 64’ Gento |

| Arbitro: | Rivero Lecuona |

|                                                                      |           |  |
| Rial 19’ Di Stéfano 43’ Molowny 55’ (rig.) Roque Olsen 65’ Gento 76’ | Marcatori |  |

| Arbitro: | Garcia Fernandez |

|                                   |           |                                   |
| Bazan 19’, 38’ Navarro 43’ (aut.) | Marcatori | 18’ Gento 74’ Rial 87’ Di Stéfano |

| Arbitro: | Tamarit Falaguera |

|                 |           |                                                     |
| Molina 49’, 87’ | Marcatori | 10’, 31’ Di Stéfano 21’ Hector Rial 77’ Roque Olsen |

| Arbitro: | Azón Roma |

|          |           |  |
| Rial 81’ | Marcatori |  |

### Copa del Generalísimo
| Madrid 1 maggio 1955 Quarti di finale - andata | Real Madrid | 1 – 1 | Real Valladolid | Chamartín |

| Valladolid 8 maggio 1955 Quarti di finale - Ritorno | Real Valladolid | 1 – 4 | Real Madrid |  |

| Madrid 22 maggio 1955 Semifinale - andata | Real Madrid | 1 – 3 | Siviglia | Chamartín |

| Siviglia 29 maggio 1955 Semifinale - ritorno | Siviglia | 5 – 0 | Real Madrid |  |

### Coppa Latina
| Parigi 22 giugno 1955 Semifinale | Real Madrid | 2 – 0 | Belenenses | Parc des Princes\| Arbitro: \| Orlandini \| |
| Arbitro:                         | Orlandini   |       |            |                                             |

| Arbitro: | Campos |

|              |           |  |
| Rial 6’, 68’ | Marcatori |  |